# Фрекецей (Бреїла)
Фрекецей (рум. Frecăței) — село у повіті Бреїла в Румунії. Входить до складу комуни Фрекецей.
Село розташоване на відстані 168 км на схід від Бухареста, 43 км на південь від Бреїли, 89 км на північний захід від Констанци, 59 км на південь від Галаца.

## Населення
За даними перепису населення 2002 року у селі проживала 421 особа, усі — румуни. Усі жителі села рідною мовою назвали румунську.